# Louis De Geer
Louis Gerard De Geer (ur. 18 lipca 1818 w Finspång, zm. 24 września 1896) – szwedzki polityk i pisarz. Pierwszy premier Szwecji od 20 marca 1876 do 19 kwietnia 1880. Minister sprawiedliwości od 1858 do 1870 i od 1875 do 1876. Członek Akademii Szwedzkiej i Riksdagu (szwedzkiego parlamentu).